# Atactus
Atactus är ett släkte av skalbaggar. Atactus ingår i familjen vivlar.
Kladogram enligt Catalogue of Life:
| Atactus | \| \| Atactus albosetosus \| \| \| \| \| \| Atactus concavus \| \| \| \| \| \| Atactus deplanatus \| \| \| \| |
|         | \| \| Atactus albosetosus \| \| \| \| \| \| Atactus concavus \| \| \| \| \| \| Atactus deplanatus \| \| \| \| |
|         | Atactus albosetosus                                                                                           |
|         | |
|         | Atactus concavus                                                                                              |
|         | |
|         | Atactus deplanatus                                                                                            |
|         | |